# Międzynarodowe Zawody Narciarskie o Mistrzostwo Polski w Zakopanem 1935
Mistrzostwa Polski w Narciarstwie w Zakopanem i Krynicy - 1935 rok -
Mistrzostwa w roku 1935 stanowiły główną atrakcję zorganizowanego po raz drugi przez Polski Związek Narciarski „Święta Zimy" w Zakopanem i Krynicy, które ściągnęły do obu miejscowości tysiące widzów z całej Polski. Strona sportowa zawodów dzięki silnej konkurencji szwedzkiej w biegach i norweskiej w skokach stała wyjątkowo wysoko. Startowali zawodnicy wysokiej klasy (Matsbo, Viklund, Englund, Larsson) i najlepsi skoczkowie świata (Reidar Andersen, Gundersen). Zawodnicy polscy zjawili się z najodleglejszych stron Polski (Wilno, Krzemieniec, Stanisławów, Gdańsk, Lwów, Śląsk).

## Szczegółowe wyniki mistrzostw 1935 r.[1]

### Bieg 18 km
1) Matsbo Martin (Szwecja) czas 1.15.15 2) Viklund Elis (Szwecja) 1.15.53 3) Moritz Halvar (Szwecja) 1.19.26 4) Larson Erik (Szwecja) 1.19.37 5) Englund Nils (Szwecja) 1.26.23 6) Górski Michał (SN TS „Wisła" — Zakopane) 1.27.53 7) Karpiel Stanisław (SN Zw. Strzel. — Zakopane) 1.28.49 8) Marusarz Stanisław (SN PTT — Zakopane) 1.28.58 9) Berych Władysław (SN PTT — Zakopane) 1.29.23 10) Motyka Zdzisław (ON „Sokół" — Zakopane) 1.30.20
Startowało 97 — Ukończyło bieg 79

### Skok otwarty
1) Andersen Reidar (Norwegia) nota 228.2 m 69 76 2) Marusarz Stanisław (SN PTT — Zakopane) 218.8 m 71 71 3) Gundersen Therstein (Norwegja) 215.9 m 64 71.5 4) Marusarz Andrzej (SN PTT — Zakopane) 203.9 m 60 65 5) Carlqvist Bengt (Szwecja) 196.2 m 57-5 59
Startowało 48 — Sklasyfikowano 37

### Bieg złożony o Mistrzostwo Polski
1) Marusarz Stanisław (SN PTT — Zakopane) nota 463 2) Górski M. (SN TS „Wisła" — Zakopane) 427-9 3) Łuszczek I. (SN TS „Wisła" Zakopane) 425.68 4) Marusarz Andrzej. (SN PTT — Zakopane) 424-47 5) Carlqvist Bengt (Szwecja) 407-5
Startowało 29 — Sklasyfikowano 29

### Bieg 50 km — Krynica 7. II. 1935
1) Czech Władysław (ON „Sokół" — Zakopane) czas 4-44-47 2) Motyka Zdzisław (ON „Sokół" — Zakopane) 4-47-55 3) Motyka Juljan (ON „Sokół" — Zakopane)  4-54-52 4) Gabryś Ludwik (SN TS „Wisła" — Zakopane) 4.56.53 5) Mamcarz Piotr (SN TS „Wisła" — Zakopane) 5.05.00
Startowało 17 — Ukończyło bieg 13

### Bieg zjazdowy
1) Andersen Reidar (Norwegja) czas 2.13 2) Weinschenk Fedor (Wintersportclub — Bielsko) 2.22 82 3) Rajski Adam (SN TS „Wisła" — Zakopane) czas 4) Lipowski Jan (SN TS „Wisła" — Zakopane) „ 5) Zając Karol (SN PTT — Zakopane)
Startowało 60 — Ukończyło bieg 55

### Slalom
1) Andersen Reidar (Norwegja) czas 2.53 2) Jabłoński Michał (SN PTT — Zakopane) 2.55  3) Weinschenk Fedor (Wintersportclub — Bielsko) 2.57 4) Lipowski Jan (SN TS „Wisła" — Zakopane) 2.59 5) Gąsienica-Mięsacz St. (SN TS „Wisła" — Zakopane) 3-02
Startowało 27 — Ukończyło bieg 22

### Kombinacja alpejska
1) Andersen Reidar (Norwegja) nota 100,00  2) Weinschenk Fedor (Wintersportclub — Bielsko) 98.305 3) Lipowski Jan (SN TS „Wisła" — Zakopane) 93-285 4) Jabłoński Michał (SN PTT — Zakopane) 92.205  5) Zajonc Karol (SN PTT — Zakopane) 91.91
Startowało 22 — Sklasyfikowano 22

### Bieg zjazdowy kobiet
1) Staszel-Polankowa Bronisława (ON „Sokół", Zakopane) czas 2.30 2) Stopkówna Zofia (SN PTT — Zakopane) 2-43-5  3) Marusarzówna Helena (SN PTT — Zakopane) 2.56.5  4) Bednarzówna Karolina (SN PTT — Zakopane) 3.21  5) Gajduszek Greta (Wintersportclub — Bielsko) 4-25-5
Startowało 9 — Ukończyło bieg 9

### Slalom Pań
1) Bednarzówna Karolina (SN PTT — Zakopane) czas 1.59 2) Stopkówna Zofia (SN PTT — Zakopane) 2.02 3) Marusarzówna Helena (SN PTT — Zakopane) 2.02  4) Merlińska Marja, (SN TS „Wisła" — Zakopane) 2.44 5) Pierzchalanka Jadwiga (SN PTT — Zakopane) 3.01
Startowało 9 — Ukończyło bieg 7

### Kombinacja alpejska pań
1) Stopkówna Zofia (SN PTT — Zakopane) nota 94.80  2) Marusarzówna Helena (SN PTT — Zakopane) 91.205 3) Bednarzówna Karolina (SN PTT — Zakopane) 87-315 4) Merlińska Marja (SN TS „Wisła" — Zakopane) 63.875 5) Musialikówna Zofia (Rybnicki Klub Narciarski) 59-31
Startowało 7 — Sklasyfikowano 7

### Bieg rozstawny 4x10 km — Zakopane 12. I. 1935
1) Drużyna SN TS „Wisła", Zakopane w składzie: Wowkonowicz, Michalski, Orlewicz, Górski czas 3.14.02 2) Drużyna SN PTT Zakopane w składzie: Berych Wł., Marusarz A., Skupień St., Marusarz Jan czas 3.16.49 3) Drużyna SN Strzelec Zakopane w składzie: Szpunar, Gołębiowski, Karpiel St., Słowiński czas 3.22.38 4) Drużyna SN TS „Wisła", Zakopane w składzie: Nowacki, Sitarz, Bochenek, Gabryś czas 3.23.06 5) Drużyna ON Sokoła, Zakopane w składzie: Mrowca, Motyka J., Wawrytko, Motyka Z. czas 3.27.48
Zgłoszono drużyn 21 — Startowało 14 — Ukończyło bieg 12